# Chang Hsiu-yu
Chang Hsiu-Yu (* 10. Februar 1965) ist eine taiwanische Tischtennisspielerin. Sie nahm am Einzel- und Doppelwettbewerb der Olympischen Spiele 1988 in Seoul teil. Nach drei Siegen und zwei Niederlagen landete sie im Einzel auf Platz 17. Im Doppel mit Lin Li-Ju stand sie nach vier Siege und drei Niederlagen auf Platz 9.

## Spielergebnisse
- Olympische Spiele 1988 Einzel[1]
  - Siege: Karine Bogaerts (Belgien), Leong Mee Wan (Malaysia), Niyati Roy (Indien)
  - Niederlagen: Fliura Bulatowa (Sowjetunion), Marie Hrachová (Tschechoslowakei)
- Olympische Spiele 1988 Doppel mit Lin Li-Ju[2]
  - Siege: Kerri Tepper/Nadia Bisiach (Australien), Mok Ka Sha/Hui So Hung (Hongkong), Kuburat Owolabi/Iyabo Akanmu (Nigeria), Fliura Bulatowa/Olena Kowtun (Sowjetunion)
  - Niederlagen: Csilla Bátorfi/Edit Urbán (Ungarn), Hyun Jung-hwa/Yang Young-ja (Südkorea), Gordana Perkučin/Jasna Fazlić (Jugoslawien)